# Горепекин, Фома Иванович
Фома́ Ива́нович Горепе́кин (7 июля, 1868, Ессентукская — 4 января 1943) — российский и советский учёный, археолог, ботаник, этнограф, кавказовед. Действительный член Терского областного статистического комитета.

## Биография

### Учёба
Родился в станице Ессентукской Терской области (ныне г. Ессентуки) в семье станичного учителя. В 1891 году закончил Николаевское училище во Владикавказе. Из-за отсутствия высших учебных заведений в Терской области в 1893 году поступил в Тифлисский учительский институт. Там успешно выдержил вступительные экзамены, но продолжить учёбу не получилось по причине отказа в казённой стипендии. Отсутствие средств вынудило его вернуться домой. Вернувшись, Горепекин поступил во Владикавказскую классическую гимназию, однако бедность родителей не позволила продолжить учёбу и здесь. Стремление получить хорошее образование и вместе с тем любовь к природе Кавказа определили во многом поиски его будущей специальности. С открытием Владикавказского лесного училища в 1894 г. в числе первых был зачислен и через два с половиной года, когда ему уже было 22 года, успешно его окончил.

### Трудовая деятельность
Будучи молодым специалистом, активно включился в общественную жизнь Владикавказа. В 1896 году с открытием в городе воскресной школы «грамотности» начал обучение в ней детей и взрослых. Несколько позднее при его личном участии была образована общественная библиотека в городе Владикавказе, он также безвозмездно привёл в порядок библиотеку Областного статистического комитета и музея (в общей сложности 27 тысяч томов).
Работал на различных должностях лесной службы в Терской области, начав с должности помощника лесничего, дослужившись до ревизора лесов Горской республики. Являлся членом Терского областного статистического комитета, а также лесным кондуктором Алагирского и Сунженского лесничеств. Служебное положение позволило ему проводить разнообразные научные исследования в области сельского хозяйства, ботаники, зоологии, этнографии, археологии, также проводил большую краеведческую и исследовательскую работу. Изучив литературу по Кавказу, он начал свою краеведческую и научную деятельность.

### Научная деятельность и достижения
Разносторонняя научная деятельность Горепекина была замечена в лесном департаменте, и по личной просьбе уполномоченного Министерства земледелия на Кавказе ботаника Я. С. Медведева на него была возложена обязанность по сбору пескоукрепляющих растений на Арарате, а также сбор древесных семян редких растений.
В 1901 году Горепекин открыл сталактитовую пещеру под Владикавказом, провёл ботанические исследования от Кизлярских песков до ледниковой области гор Главного Кавказского хребта и от реки Сулака до Эльбруса. Выявил 154 вида дикорастущих и кустарниковых пород. В период с 1910 по 1914 год с горных высот, достигавших 14 тысяч футов, перенёс на себе около 1500 живых растений разных видов в Тифлисский ботанический сад, с тем, чтобы образовать там отдел кавказских высокогорных растений. Во Владикавказе он 12 лет заведовал казённым плодовым питомником и читал лекции по садоводству и огородничеству.
Особое значение и место в научной деятельности Ф. И. Горепекина занимало исследование ингушей и чеченцев. Он вёл самостоятельное изучение этих народов «по собственному методу и программе, путём критики сравнительного рассмотрения вопросов в восьми этнографических областях — языкознание, религия, фольклор, общая культура, археология, география, история, личное открытие древнемировой письменности».

### Смерть
Умер 4 января 1943 года.